# أمة مخدوع
أمة مخدوعة: هو تقرير نشر في عام 2004 وحرره نيكولاس كولانجيلو، وسوزان ج. أسولين، وميراكا غروس. محور هذا التقرير حول التسريع الأكاديمي لمؤهل الطلاب الموهوبين. 
بناء على نتائج الدراسات يتم تسريع الدراسة للطلبة المتفوقين. 
على الرغم من الأدلة على أن التسارع هو ممارسة مفيدة عندما يتم تنفيذه بشكل صحيح ، فإن العديد من المعلمين وأولياء الأمور يترددون في تسريع الدراسة للطلبة .
هنالك تقرير حول التسارع في محاولة لزيادة عدد الطلاب الذين يمكنهم الوصول إلى التسارع.
ينقسم التقرير إلى قسمين: المجلد الأول ، الذي يلخص البحث ويقدم مقدمة للتسارع كتدخل أكاديمي للطلاب الموهوبين. والمجلد الثاني ، وهو مجلد محرر يقدم نظرة عامة أكثر تفصيلاً للدراسات البحثية ذات الصلة.
أدى نجاح A Nation Deceived إلى إنشاء معهد Acceleration Institute (معهد الأبحاث وسياسة التسريع سابقًا)، والذي تم تخصيصه لدراسة ودعم التسريع التعليمي للطلاب الموهوبين أكاديميا.

## محتويات
ينقسم تسريع الدراسة للطلبة المتفوقين إلى : 
التسارع وهو تدخل المناهج الأكثر فعالية للأطفال الموهوبين.
بالنسبة للطلاب ، فإن التسارع له آثار مفيدة على المدى الطويل ، أكاديميًا واجتماعيًا.
التسارع ، لا سيما في شكل تخطي الصف ، هو تدخل خالي من التكلفة عمليا.
من بين نقاط أخرى ، يشير التقرير أيضًا إلى أنه كثير ما يكون الطلاب الموهوبون أكثر توافقاً مع أقرانهم (الأقران الأكبر سناً) بدلاً من نظرائهم في السن.
اختبار فوق المستوى مفيد في تحديد المرشحين للتسريع. يتم تعريف اختبار فوق المستوى على أنه اختبار ذو مستويين أو أكثر فوق مستوى الطالب الحالي.
على سبيل المثال ، قد يأخذ طالب في الصف الرابع اختبارًا مخصصًا لطلبة الصف السادس. يساعد الاختبار فوق المستوى على التخلص من تأثير السقف الذي غالباً ما يجعل من الصعب تحديد المكان المناسب للطلاب ذوي القدرات العالية.
الدخول المبكر إلى رياض الأطفال يفيد بعض الأطفال الموهوبين من الناحيتين الأكاديمية والاجتماعية.